# Acecinador
Se daba el nombre de acecinador en las Indias Occidentales a los habitantes que salaban y secaban al humo y al aire la carne hecha tasajos, y también lo hacen poniéndola sobre unas parrillas de madera de Brasil colocadas a cierta distancia del fuego, que llamaban bucan. 
Se dio también este nombre a unas gentes que se acogieron a la isla de Santo Domingo, que se mantenían de la caza de toros silvestres, hechos tasajos. La carne curada o preparada del modo dicho, adquiría un color bermejizo, con olor y sabor, que gustaba sobremanera a los Indios. Se conservaba por muchos meses en este estado. En las Antillas su comercio era grande, porque había gran número de acecinadores. Unos salían a cazar jabalíes y toros silvestres con jaurías o cuadrillas de perros, y los otros se quedaban en el bucan para acecinar la carne, que se tenía cuidado de cortar en pedazos y llenarla de sal menuda. Quemaban leña debajo, pero siempre ponían junto a ella las pieles y los huesos de los jabalíes para que exhalaran un humo más denso y lograran así una sal volátil, que hacía la carne más sabrosa.